# Slavic Cup w biegach narciarskich 2009/2010
Slavic Cup w biegach narciarskich 2009/2010 – kolejna edycja tego cyklu zawodów. Rywalizacja rozpoczęła się 19 grudnia 2009 r. w czeskiej miejscowości Horní Mísečky, a zakończyła się 21 marca 2010 r. w słowackiej miejscowości Kremnica Skalka.
Obrońcami tytułu wśród kobiet była Czeszka Klára Moravcová, a u mężczyzn Polak Mariusz Michałek.

## Kalendarz i wyniki

### Kobiety
| Lp  | Data             | Miejscowość          | Dystans                          | 1. miejsce           | 2. miejsce                          | 3. miejsce             |
| --- | ---------------- | -------------------- | -------------------------------- | -------------------- | ----------------------------------- | ---------------------- |
| 1.  | 19 grudnia 2009  | Horní Mísečky        | 6 km s. dowolnym                 | Eva Nývltová         | Klára Moravcová                     | Ivana Kadrmanova       |
| 2.  | 20 grudnia 2009  | Horní Mísečky        | 6 km s. klasycznym               | Martina Chrástková   | Ivana Kadrmanova                    | Lucia Klímková         |
| 3.  | 9 stycznia 2010  | Szczyrbskie Jezioro  | Sprint s. dowolnym               | Katarína Garajová    | Ionela Gabriela Leanca              | Lucia Klímková         |
| 4.  | 10 stycznia 2010 | Szczyrbskie Jezioro  | 5 km s. klasycznym               | Mónika György        | Katarína Johansen                   | Ionela Gabriela Leanca |
| 5.  | 9 lutego 2010    | Wisła                | 10 km s. dowolnym                | Agnieszka Szymańczak | Anna Słowiok                        | Martyna Galewicz       |
| 6.  | 10 lutego 2010   | Wisła                | Sprint s. klasycznym             | Katarína Johansen    | Agnieszka Szymańczak                | Marcela Marcisz        |
| 7.  | 12 lutego 2010   | Nové Město na Moravě | Sprint s. klasycznym             | Martina Chrástková   | Katarína Garajová                   | Lucia Klímková         |
| 8.  | 13 lutego 2010   | Nové Město na Moravě | 5 km s. dowolnym                 | Klára Moravcová      | Martyna Galewicz Martina Chrástková |                        |
| 9.  | 14 lutego 2010   | Nové Město na Moravě | 10 km (bieg pościgowy)           | Martyna Galewicz     | Klára Moravcová                     | Katarína Johansen      |
| 10. | 16 marca 2010    | Zakopane             | Sprint s. dowolnym               | Katarína Garajová    | Agnieszka Szymańczak                | Ewelina Marcisz        |
| 11. | 20 marca 2010    | Kremnica Skalka      | 5 km s. klasycznym               | Eva Skalníková       | Eva Nývltová                        | Klára Moravcová        |
| 12. | 21 marca 2010    | Kremnica Skalka      | 10 km s. dowolnym (start masowy) | Eva Nývltová         | Klára Moravcová                     | Eva Skalníková         |

### Mężczyzn
| Lp  | Data             | Miejscowość          | Dystans                          | 1. miejsce             | 2. miejsce       | 3. miejsce             |
| --- | ---------------- | -------------------- | -------------------------------- | ---------------------- | ---------------- | ---------------------- |
| 1.  | 19 grudnia 2009  | Horní Mísečky        | 10 km s. dowolnym                | Michal Malák           | Viktor Novotný   | Ján Krška              |
| 2.  | 20 grudnia 2009  | Horní Mísečky        | 10 km s. klasycznym              | Viktor Novotný         | Jiří Horčička    | Jakub Sikora           |
| 3.  | 9 stycznia 2010  | Szczyrbskie Jezioro  | Sprint s. dowolnym               | Jan Rykr               | Martin Polách    | Paul Constantin Pepene |
| 4.  | 10 stycznia 2010 | Szczyrbskie Jezioro  | 10 km s. klasycznym              | Paul Constantin Pepene | Jan Rykr         | Bogusław Gracz         |
| 5.  | 9 lutego 2010    | Wisła                | 15 km s. dowolnym                | Mariusz Michałek       | Jakub Sikora     | Sebastian Gazurek      |
| 6.  | 10 lutego 2010   | Wisła                | Sprint s. klasycznym             | Sebastian Gazurek      | Jakub Sikora     | Maciej Staręga         |
| 7.  | 12 lutego 2010   | Nové Město na Moravě | Sprint s. klasycznym             | Jan Rykr               | Petr Novák       | Jan Bartoň             |
| 8.  | 13 lutego 2010   | Nové Město na Moravě | 10 km s. dowolnym                | Petr Novák             | Jan Rykr         | Mariusz Michałek       |
| 9.  | 14 lutego 2010   | Nové Město na Moravě | 15 km (bieg pościgowy)           | Petr Novák             | Mariusz Michałek | Jan Rykr               |
| 10. | 16 marca 2010    | Zakopane             | Sprint s. dowolnym               | Janusz Krężelok        | Maciej Staręga   | Peter Mlynár           |
| 11. | 20 marca 2010    | Kremnica Skalka      | 10 km s. klasycznym              | Ivan Bátory            | Miroslav Janošec | Vladislav Razým        |
| 12. | 21 marca 2010    | Kremnica Skalka      | 15 km s. dowolnym (start masowy) | Mariusz Michałek       | Ivan Bátory      | Vojtěch Prášil         |

## Klasyfikacje
| Lp. | Zawodniczka          | Punkty |
| --- | -------------------- | ------ |
| 1.  | Katarína Garajová    | 718    |
| 2.  | Martina Chrástková   | 612    |
| 3.  | Klára Moravcová      | 560    |
| 4.  | Lucia Klímková       | 557    |
| 5.  | Martyna Galewicz     | 500    |
| 6.  | Katarína Johansen    | 386    |
| 7.  | Agnieszka Szymańczak | 350    |
| 8.  | Ivana Kadrmanova     | 311    |
| 9.  | Eva Nývltová         | 280    |
| 10. | Natalia Grzebisz     | 263    |

| Lp. | Zawodnik          | Punkty |
| --- | ----------------- | ------ |
| 1.  | Mariusz Michałek  | 665    |
| 2.  | Jan Rykr          | 540    |
| 3.  | Krzysztof Stec    | 410    |
| 4.  | Jakub Sikora      | 372    |
| 5.  | Martin Polách     | 362    |
| 6.  | Petr Novák        | 280    |
| 7.  | Sebastian Gazurek | 260    |
| 8.  | Vojtěch Prášil    | 232    |
| 9.  | Dušan Augustiňák  | 231    |
| 10. | Jergus Koplik     | 230    |